# Track Records
Track Records é uma gravadora britânica independente, formada em 1967 por Kit Lambert e Chris Stamp.
O selo comportou inicialmente artistas como The Who e Jimi Hendrix, e mais tarde as bandas John's Children, Thunderclap Newman e Crazy World of Arthur Brown.
Seu último lançamento fora em 1978, mas há muito a Track deixara de emplacar sucessos com a debandada do The Who depois de sua separação dos empresários Lambert e Stamp.
Em 1999 a Track foi reativada, passando a lançar diversos grupos alternativos.